# Scoliocentra glauca
Scoliocentra glauca är en tvåvingeart som först beskrevs av Aldrich och Darlington 1908.  Scoliocentra glauca ingår i släktet Scoliocentra och familjen myllflugor.
Artens utbredningsområde är Kalifornien. Inga underarter finns listade i Catalogue of Life.